# Binarisation

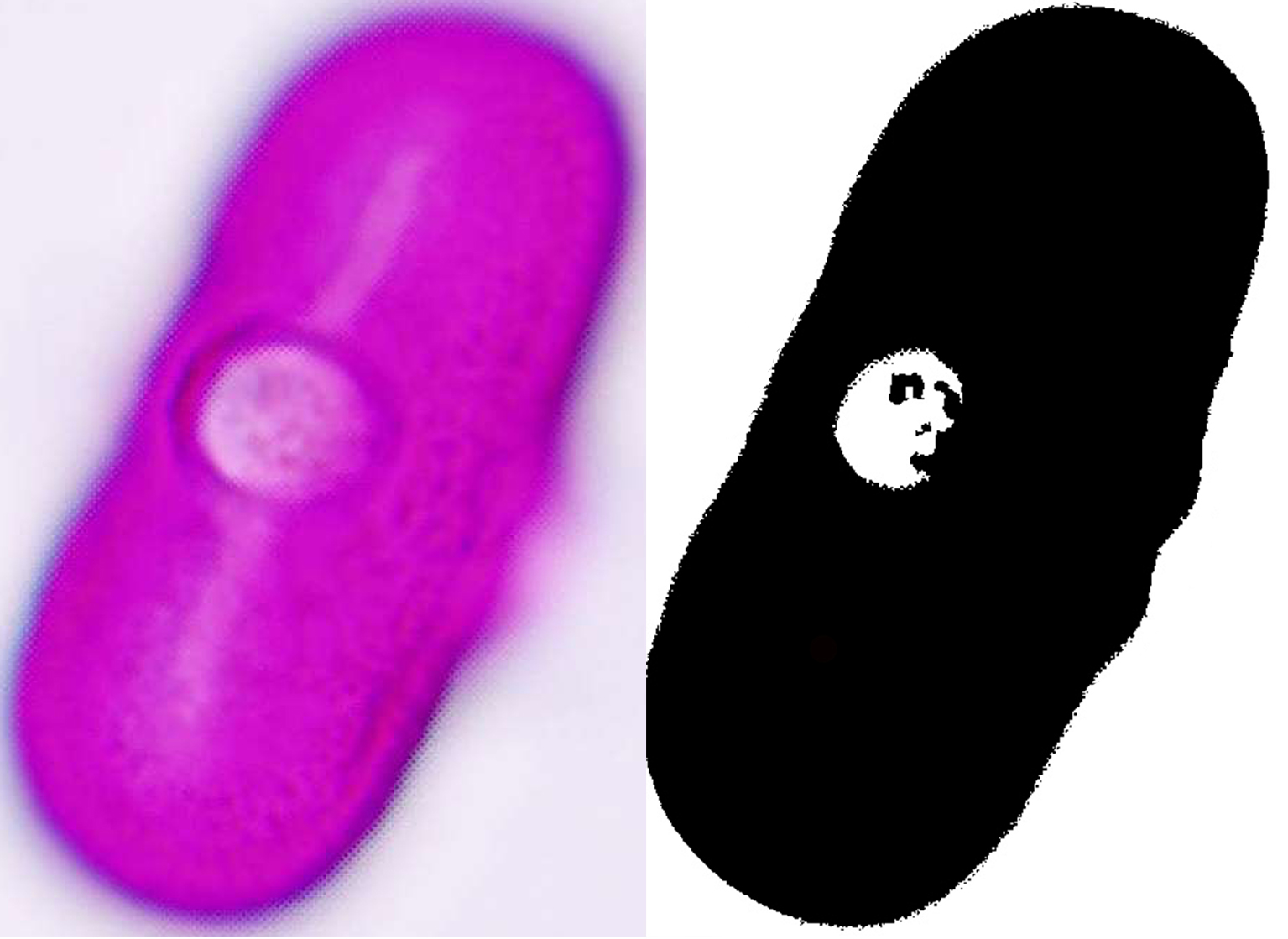
Binarisation d'une image de grain de pollen. a gauche : image originale. A droite : image binaire.

En traitement d'image, la binarisation est une opération qui produit une image ayant deux classes de pixels, on parle alors d'une image binaire. En général, les pixels sont représentés par des pixels noirs et des pixels blancs dans une image binaire. Il existe deux types de technique de binarisation : 
- Binarisation par seuillage[1]
- Binarisation par segmentation[2]

La différence entre la binarisation et la segmentation est que la binarisation produit toujours deux classes alors que la segmentation peut en produire plusieurs. Cependant, ces deux termes sont souvent confondus par abus de langage.